# Aptostichus angelinajolieae
Aptostichus angelinajolieae là một loài nhện trong họ Cyrtaucheniidae. Tên của loài này được Jason E. Bond đặt theo tên của minh tinh màn bạc được nhiều người mến mộ, Angelina Jolie. Loài này phân bố ở Hoa Kỳ.
Chúng săn mồi về đêm bắt giữ con mồi sau khi nhảy ra khỏi hang và tiêm nọc độc. Đây là một trong bảy loài Aptostichus được mô tả cho đến năm 2012, khi nó được kết hợp bởi bẫy nhện Joshua Tree của Bono và 32 loài khác.